# Ernesto Mascheroni
Ernesto Mascheroni (21. november 1907 – 3. juli 1984) var en uruguayansk fodboldspiller, der med Uruguays landshold vandt guld ved VM i 1930 på hjemmebane. Han spillede to af uruguayanernes kampe i turneringen, heriblandt finalesejren over Argentina. Senere i sin karriere spillede han også to landskampe for Italien.
Masceroni spillede på klubplan for River Plate Montevideo og Peñarol i hjemlandet, samt for italienske Ambrosiana, den klub der i dag er kendt som Inter.

## Titler
Primera División Uruguaya
- 1932, 1936, 1937 og 1938 med Peñarol

VM
- 1930 med Uruguay